# Cratere Ewen
Ewen è un cratere lunare di 2,6 km situato nella parte nord-occidentale della faccia nascosta della Luna.